# Burgesia

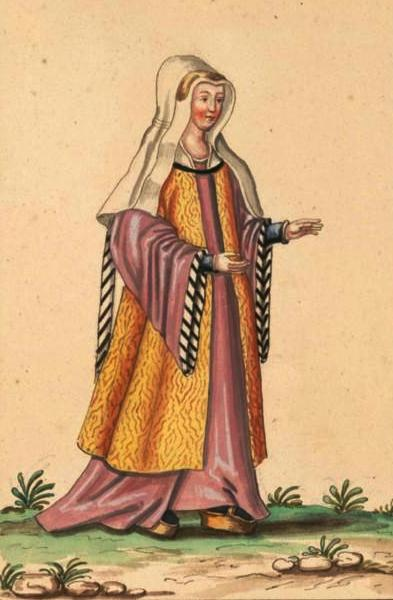
Una burgesa catalana retratada al voltant de 1572

La burgesia (antigament també burguesia) és una classe social, tal com l'entenen l'economia política i el marxisme, que acostuma a estar caracteritzada per posseir els mitjans de producció, sobretot el capital, en les relacions econòmiques. El terme que prové del francès bourgeoisie, que originàriament significava "habitant de la ciutat", ja que els primers burgesos es van enriquir a partir del comerç i dels oficis pròpiament urbans, en oposició als terratinents rurals.
Actualment, la paraula té una lleugera connotació despectiva, que implica conservadorisme o immobilisme. Es lliga als empresaris adinerats. La burgesia sempre ha tingut un pes molt important a Europa des de la seva aparició la fi de l'edat mitjana, si bé la seva eclosió va tenir lloc a l'edat moderna. Actualment s'entén com un grup social que pot identificar-se pel seu paper en un mode de producció i per establir relacions de producció específiques amb altres classes. En el cas de la burgesia es caracteritza per una posició en les estructures de producció i per posseir els mitjans de producció. La relació entre treballador i burgès repercuteix a aquest en el guany de capitals que són l'origen del capitalisme.

## Etimologia
La paraula en francès modern bourgeois (i/ˈbʊərʒwɑː/, o i/bʊərˈʒwɑː/, francès: [buʁʒwa] ( escolteu-ho)) derivat del francès antic borgeis o borjois ('habitant de la ciutat'), que deriva de bourg ('poble mercat'), del antic franc burg  ('ciutat'); en altres llengües europees, les derivacions etimològiques inclouen l'anglès mitjà burgeis, l'holandès mitjà burgher, l'alemany Bürger, l'anglès modern burgess, l'espanyol burgués, el portuguès burguês, i el polonès burżuazja, que ocasionalment és sinònim de intelligentsia.

## Origen del concepte
El terme "burgesia" es començà a utilitzar en l'edat mitjana a Europa per anomenar el conjunt de mercaders que acumulaven riqueses provinents dels seus negocis. Es tractava de persones que no tenien privilegis nobiliaris però que tampoc es trobaven lligats a la servitud, desenvolupant un ofici o vivint de l'intercanvi mercantil i el prestamisme. Encara en el segle xviii es trobaven multitud d'empremtes d'aquest significat.
Amb el desenvolupament de les xarxes d'intercanvi i les tècniques productives, el poder econòmic d'aquests comerciants anà creixent, mentre que el de l'aristocràcia feudal queia davant de monarquies centralitzades. En aquest context, i en l'aliança amb l'aristocràcia reial, la burgesia anà obtenint un poder polític cada cop major, que li va permetre destruir els privilegis nobiliaris i establir un mode productiu afí a les seues necessitats: expansió de xarxes d'intercanvi, alliberament de la servitud per a comptar amb més mà d'obra, etc. Tot i que es tracta d'un procés gradual de transformació social, són notòries les revolucions angleses del segle xvii i la francesa (1789-1799), com també altres revolucions europees.

## Història de la burgesia

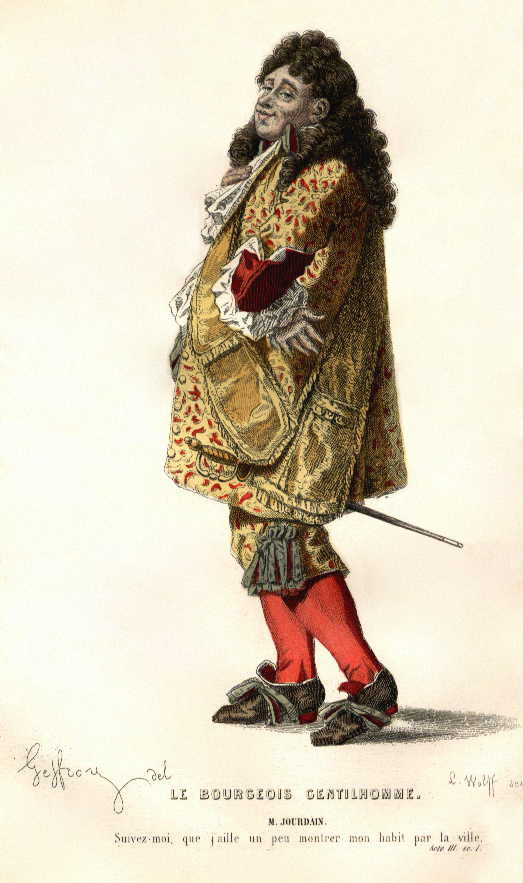
Le Bourgeois gentilhomme, d'una obra de Molière, 1670.

La burgesia és una classe social caracteritzada perquè qui pertany a ella no practica un treball manual i manté un estatus econòmic alt. El marxisme defineix la burgesia com la classe dominant de la societat capitalista, propietària dels mitjans de producció.
La burgesia aparegué el segle xi quan s'agruparen els artesans en les ciutats que eren aleshores dominis dels senyors feudals (Vegeu feudalisme), el grup social integrat per comerciants i artesans lliures. Ja que romanien separats de la noblesa i de la població rural mancaren d'un estatut jurídic propi que els facilitarà els intercanvis comercials i l'accés a la configuració del nou règim municipal en les viles i ciutats on habitaven.
Així és com el burg medieval establix bases jurídiques per a un desenvolupament ampli del comerç i de l'activitat gremial, i bases administratives per a conquerir el règim municipal que a partir del segle xii estigué dominat pel patriciat urbà, vertadera oligarquia monopolitzadora del govern dels burgs. El patriciat i la burgesia exclosa del poder municipal s'enfronten per la conquesta del poder, protagonitzant la burgesia revoltes juntament als estrats inferior de la societat com la dels Ciompi a Florència i la dels barris populars de París i Londres. El resultat d'aquests conflictes socials fou l'ampliació dels consells municipals.
Arran de l'arribada del Renaixement, el comerç colonial, d'una part, i la Reforma, d'altra, afavoriren el desenvolupament de la burgesia comerciant i l'arribada del capitalisme. Fins a la fi del segle xviii la burgesia es troba aturada per la rigidesa de la societat estamental, la política nacional absolutista i les limitacions d'accés al poder.
Amb la Revolució Francesa (1789) la societat estamental és reemplaçada per la societat de classes, en la que jurídicament tots els ciutadans són iguals. La burgesia, llavors, assumix un paper dirigent quan ocupa el poder polític, implanta a poc a poc la democràcia parlamentària (Revolució anglesa el 1688, amb l'aport teòric del filòsof i polític, John Locke) i inicia amb èxit les revolucions agrària, industrial i comercial. El pas dels llocs claus de la societat burgesa de classes no es basa en privilegis de caràcter nobiliari, sinó en la propietat dels mitjans productius i l'accés a la qualificació.

### Tipologia de "les burgesies"
- Alta burgesia -Haute bourgeoisie-
- Baixa burgesia (basse bourgeoisie)
- Burgesia mitjana (moyenne bourgeoisie)
- Gran burgesia (großbürger)
- Petit burgès (petit bourgeois)
- Popolo grosso i popolo minuto a la Itàlia medieval
- La Biga i la Busca a la Catalunya medieval
- Burgesia il·lustrada (bildungsbürgertum)
- Golillas y manteístas a l'Espanya de l'Antic Règim
- Burgesia rural o burgesia agrària[4]

- A Anglaterra: gentry, yeomanry
- A Espanya: labrador rico, desamortització
- A Rússia: kulak

- Burgès bohemi o bobo (bourgeois bohemian)
- Snob (sine nobilitate)